# Alopecosa subrufa
Alopecosa subrufa là một loài nhện trong họ Lycosidae.
Loài này thuộc chi Alopecosa. Alopecosa subrufa được Ehrenfried Schenkel-Haas miêu tả năm 1963.